# Кекаха
Кекаха (гав. Kekaha — букв. «место») — статистически обособленная местность, расположенная в округе Кауаи, штат Гавайи, США.

## История

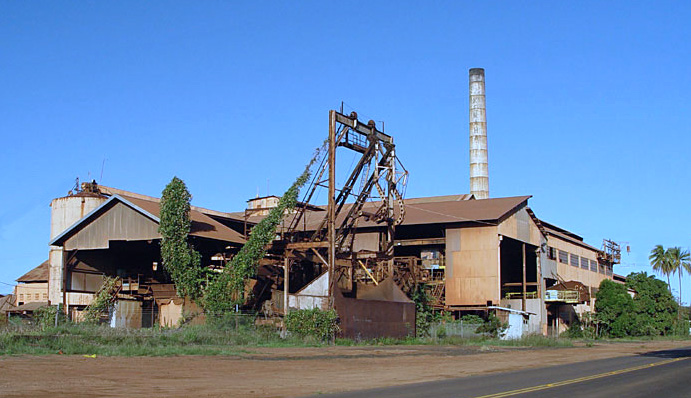
Брошенный сахарный завод

На протяжении большей части XX века, сахарный завод Кекаха был центром сельского хозяйства в западной части острова Кауаи. Сахарное производство оказало большое влияние на развитие Кекаха, в том числе банковских услуг, занятости населения, транспорта, услуг жилищно-коммунального хозяйства, таких как водопровод и электричество. На заводе работало несколько поколений местных семей. В 2000 году, когда сахарная промышленность Гавайев рухнула, завод выкупили инвесторы из материковой Америки, которые продали оборудование на другие заводы, в такие регионы, как Африка.
В феврале 1920 года у Кекаха произошло первое (и единственное) на Гавайях ограбление поезда, когда вооружённый грабитель в маске остановил медленно следующий по путям поезд, везущий сахар, и скрылся, прихватив 11 тысяч долларов из рабочей кассы на борту. Полиция нашла деньги в болоте, недалеко от дома местного рыбака, чьё подозрительное поведение вскоре привело к его аресту и осуждению. Рыбак был большой любитель вестернов, и как считается, на преступные действия его вдохновили некоторые из просмотренных им фильмов.

## География
Согласно Бюро переписи населения США статистически обособленная местность Кекаха имеет общую площадь 3,2 квадратных километров, из которых 2,6 км2 относится к суше и 0,6 км2 или 18,03 % — к водным ресурсам.

## Демография

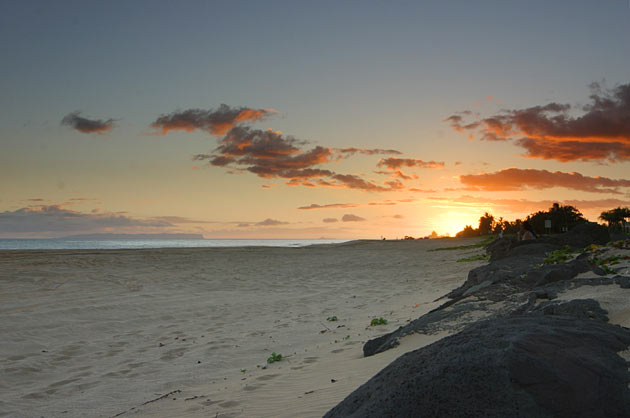
Пляж Кекаха на закате

По данным переписи населения за 2000 год в Кекаха проживало 3175 человек, насчитывалось 1073 домашних хозяйства, 799 семей и 1162 жилых дома. Средняя плотность населения составляла около 1227,1 человек на один квадратный километр.
Расовый состав Кекаха по данным переписи распределился следующим образом: 15,9 % белых, 0,2 % — чёрных или афроамериканцев, 0,5 % — коренных американцев, 43,6 % — азиатов, 12,4 % — коренных жителей тихоокеанских островов, 26,4 % — представителей смешанных рас, 1 % — других народностей. Латиноамериканцы составили 8,7 % населения.
Из 1073 домашних хозяйств в 30,4 % — воспитывали детей в возрасте до 18 лет, 55,9 % представляли собой совместно проживающие супружеские пары, в 13,1 % семей женщины проживали без мужей, 25,5 % не имели семьи. 21,4 % от общего числа семей на момент переписи жили самостоятельно, при этом 9,4 % составили одинокие пожилые люди в возрасте 65 лет и старше. В среднем домашнее хозяйство ведут 2,96 человек, а средний размер семьи — 3,44 человек.
Население Кекаха по возрастному диапазону (данные переписи 2000 года) распределилось следующим образом: 25,1 % — жители младше 18 лет, 7,5 % — между 18 и 24 годами, 24,4 % — от 25 до 44 лет, 27,4 % — от 45 до 64 лет и 15,6 % — в возрасте 65 лет и старше. Средний возраст жителей составил 40 лет. На каждые 100 женщин приходилось 98,1 мужчин, при этом на каждые сто женщин 18 лет и старше приходилось 96,2 мужчин также старше 18 лет.

## Экономика
Средний доход на одно домашнее хозяйство Кекаха составил 41 103 долларов США, а средний доход на одну семью — 48 629 долларов. При этом мужчины имели средний доход в 32 969 долларов в год против 26 739 долларов среднегодового дохода у женщин. Доход на душу населения составил 17 117 долларов в год. 10,9 % от всего числа семей в местности и 11,2 % от всей численности населения находилось на момент переписи за чертой бедности, при этом 11,8 % из них были моложе 18 лет и 11,1 % в возрасте 65 лет и старше.

## Военные объекты
Вблизи Кекаха расположена база ВМС США «Pacific Missile Range Facility». К ней относится также коротковолновая станция Тихоокеанского региона, которая передаёт сигналы точного времени, согласно атомным часам, а также оповещения о погоде для районов Тихого океана.